# Puerto Aguirre
Puerto Aguirre ist der größte Hafen Boliviens. Er liegt im äußersten Osten des Landes in der Stadt Puerto Quijarro im Departamento Santa Cruz.
Der Hafen liegt direkt an der Grenze zu Brasilien am Tamengo-Kanal, der die Laguna Cáceres mit dem Río Paraguay verbindet. Dieser gehört zum Flusssystem des Río de la Plata und verbindet das Landesinnere Brasiliens, Paraguay sowie den Osten Boliviens mit dem Atlantik. Für Bolivien als Binnenstaat ist die Verbindung zum Ozean besonders wichtig, da ein Großteil des internationalen Handels über die Ozeane stattfindet.
Über den Hafen laufen 40 % der Exporte Boliviens, vor allem Soja und Erdgas. In den letzten Jahren wurde weiter in den Hafen investiert, um auch das Eisen(-erz), das in El Mutún gefördert werden wird, exportieren zu können. Auch bei den Importen spielt der Hafen eine große Rolle, so werden hier beispielsweise Treibstoffe umgeschlagen. Auf dem Gebiet des Hafens befindet sich eine Freihandelszone (Zona Franca Puerto Aguirre).